# Fly on the Wall
| 평가 점수                        | 평가 점수      |
| 출처                             | 점수           |
| -------------------------------- | -------------- |
| AllMusic                         | [ 1 ]          |
| Collector's Guide to Heavy Metal | 7/10           |
| Rolling Stone                    | (unfavourable) |
| The Rolling Stone Album Guide    | [ 4 ]          |

《Fly on the Wall》은 앨버트 프로덕션과 애틀랜틱 레코드가 1985년 6월 28일에 발매한 오스트레일리아의 하드 록 밴드 AC/DC의 열 번째 스튜디오 음반이다. 이 음반은 이 밴드가 국제적으로 발매한 아홉 번째 스튜디오 음반이자 오스트레일리아에서 발매된 열 번째 음반이었다. 모든 곡은 앵거스 영 (기타), 맬컴 영 (기타), 브라이언 존슨 (기타)이 작곡했다. 이 음반은 AC/DC 리마스터즈 시리즈의 일부로 2003년에 재발매되었다.

## 배경
비록 AC/DC의 1983년 음반 《Flick of the Switch》는 비평가들로부터 엇갈린 평가를 받았지만, 이 밴드는 세계에서 가장 큰 하드 록 공연 중 하나로 남아 있었다. 1984년 10월, 애틀랜틱 레코드는 이전에 오스트레일리아 외부에 공개되지 않은 스튜디오 트랙 모음집인 EP 《'74 Jailbreak》를 미국에서 발매했는데, 주로 밴드의 1975년 오스트레일리아 데뷔 음반 《High Voltage》에서 가져왔다. 1985년 1월, 브라질 리우데자네이루에서 열린 10일간의 록 인 리오 페스티벌에서 2박 2일 동안 《Fly on the Wall》이 될 것을 녹음하는 것에서 3주간의 휴가를 얻어 스콜피언스, 화이트스네이크, 오지 오스본과 함께 1월 19일, 25만 명이 넘는 사람들에게 출연했다.

## 녹음 및 발매
《Fly on the Wall》의 세션은 1984년 10월 말 스위스 몽트뢰의 마운틴 스튜디오에서 열렸다. 1985년 6월 28일에 발매된 이 음반은 오스트레일리아판 《High Voltage》의 오리지널 이후 최초의 음반으로, 사이먼 라이트로 대체된 드러머 필 러드가 포함되지 않았다(라이트가 《Flick of the Switch》 트랙의 뮤직 비디오에 등장했음에도 불구하고), 영국에서 태어난 모든 밴드 멤버가 참여한 최초의 AC/DC 음반이 되었다.
밴드 멤버들이 프로듀싱한 두 번째이자 마지막 음반이었다. 그러나 밴드 전체가 프로듀싱한 이전의 《Flick of the Switch》와는 대조적으로 《Fly on the Wall》은 팝 중심의 글램 메탈이 인기를 끌었던 시대에 초기 작품의 새롭고 단순함을 포착하고자 했던 기타리스트 앵거스와 맬컴 영이 프로듀싱을 맡았다. 1985년 몬스터즈 오브 락 쇼를 위한 스카이 채널과의 인터뷰에서 브라이언 존슨은 다음과 같이 설명했다. "제 경험에 따르면, 그 소년들은 프로듀서와 함께 들어갔지만, 그들은 여전히 그 소년에게 그들이 원하는 것을 말하고 있었습니다. 그래서 모든 것을 둥글게 보면 그것은 여분의 귀입니다. 값비싼 여분의 귀입니다."
이 음반은 비평가들로부터 좋은 평가를 받지 못했고, 《Back in Black》과 《For Those About to Rock We Salute You》의 음반 옆에 100만 장의 미국 판매고를 올렸다. 하지만 〈Shake Your Foundations〉과 〈Sink the Pink〉는 눈에 띄는 곡으로 보여진다. 이 곡들은 후에 스티븐 킹의 영화 《맥시멈 오버 드라이브》의 사운드트랙 음반 《Who Made Who》에 수록되었다. 하지만 노래 〈Danger〉은 콘서트에서 맥없이 떨어져 촬영장에서 제거했다. 일부 비평가들은 또한 존슨의 음성을 해독하기 어려우며, 밴드가 정말로 《Who Made Who》를 위해 그것들을 혼합해서 키울 것이라고 불평했다.

## 곡 목록
모든 곡들은 앵거스 영과 맬컴 영 그리고 브라이언 존슨이 작사/작곡하였다.
| #  | 제목                       | 재생 시간 |
| -- | -------------------------- | --------- |
| 1. | 〈Fly on the Wall〉        | 3:44      |
| 2. | 〈Shake Your Foundations〉 | 4:10      |
| 3. | 〈First Blood〉            | 3:46      |
| 4. | 〈Danger〉                 | 4:22      |
| 5. | 〈Sink the Pink〉          | 4:15      |

| #   | 제목                   | 재생 시간 |
| --- | ---------------------- | --------- |
| 6.  | 〈Playing with Girls〉 | 3:44      |
| 7.  | 〈Stand Up〉           | 3:53      |
| 8.  | 〈Hell or High Water〉 | 4:32      |
| 9.  | 〈Back in Business〉   | 4:24      |
| 10. | 〈Send for the Man〉   | 3:36      |

## 인증
| 국가                       | 인증        | 판매량/출하량 |
| -------------------------- | ----------- | ------------- |
| 오스트레일리아 (ARIA)      | 3× 플래티넘 | 210,000^      |
| 독일 (BVMI)                | 골드        | 250,000^      |
| 스페인 (PROMUSICAE)        | 골드        | 50,000^       |
| 스위스 (IFPI 스위스)       | 골드        | 25,000^       |
| 영국 (BPI)                 | 실버        | 60,000^       |
| 미국 (RIAA)                | 플래티넘    | 1,000,000^    |
| ^출하량을 기반으로 한 인증 |             |               |